# Валерий Сенецион
Валерий Сенецион (на латински: Valerius Senecio) e политик и сенатор на Римската империя през 2 век.
През 186 г. Сенецион е суфектконсул заедно с Гай Сабуций Майор Цецилиан.